# Rational Software
Das 1981 gegründete US-amerikanische Unternehmen Rational Software Corporation (ehem. NASDAQ: RATL) hat sich schwerpunktmäßig mit Systemanalyse und -design beschäftigt und zahlreiche Werkzeuge zu diesem Zweck entwickelt und angeboten.

## Geschäftsdaten
Im Geschäftsjahr 2000 erwirtschaftete das Unternehmen 572 Mio. USD Umsatz und hatte weltweit 2500 Mitarbeiter. Zum Übernahmezeitpunkt durch IBM war Rational unter Leitung CEO Mike Devlin.

## Übernahme durch IBM
Rational Software wurde 2003 von IBM für 2,1 Mrd. USD übernommen. Viele der Produktnamen wurden bei IBM integriert und blieben für lange Zeit erhalten, werden jedoch seit ca. 2020 wie folgt neu definiert "IBM® Engineering Systems Design Rhapsody® (Rational Rhapsody)".
2015 kündigte UNICOM den Kauf von IBM Rational System Architect an. Das Produkt gelangte ursprünglich über die Akquise von Popkin Software durch Telelogic zu IBM.

### Telelogic AB
Im Juni 2007 hat IBM außerdem dem Unternehmen Telelogic AB, das im ähnlichen Unternehmensbereich tätig war, ein Angebot zur Übernahme unterbreitet und hat Telelogic übernommen. Telelogic selbst hatte einige Akquisen getätigt, u. a. die Firma Continuus Software Corporation, von der z. B. das CM Synergy Produkt stammte.
Im April 2008 wurde die Akquisition von Telelogic abgeschlossen und die übernommenen Produkte und Dienstleistungen in den unternehmensinternen Bereich Rational eingegliedert.

## Spezifikationen
Das Unternehmen war maßgeblich an der Weiterentwicklung des sog. Unified Process beteiligt, welcher mit Objectory v1.0 im Jahr 1988 begann. Die gleichnamige Firma Objectory AB wurde 1995 durch Rational akquiriert.
Weiterhin war Rational anteilig an der UML Spezifikation beteiligt.

## Produkte & Services
- Rational Unified Process (RUP), ein auf der UML basierendes Framework, um Entwicklungsprozesse zu beschreiben
- Rational ClearCase und Rational ClearQuest, Produkte für Konfigurationsmanagement (SCM) und Fehlerverfolgung
- Rational Synergy und Rational Change, Produkte für Konfigurationsmanagement (SCM) und Änderungsverfolgung, ehemals Telelogic-Produkte
- Rational Rose, ein grafisches auf der UML basierendes Software-Design-Werkzeug (CASE).
- Rational Rose RealTime eine UML / ROOM Software, die auf ObjecTime Developer und Rational Rose basiert
- Rational Application Developer (RAD), Java-IDE, ehemals Websphere Studio Application Developer (WSAD)
- Rational Portfolio Manager (RPM), Projektmanagementwerkzeug
- Jazz, Werkzeugplattform zur Zusammenarbeit in Teams bei der Softwareentwicklung
- Rational Team Concert, Werkzeug zum Management von Softwareprojekten
- Rational Rhapsody, UML/SysML-basiertes modellgetriebenes System- und Softwareentwicklungswerkzeug
- Rational Software Architect, UML-Modellierungswerkzeug
- Rational Test Realtime, Lösung zum Testen von Embedded- und Real-time Systemen
- Rational Business Developer, EGL Entwicklungsumgebung
- Rational AppScan, Werkzeuge zum Testen von Webanwendungen auf Sicherheit
- Rational Build Forge, Framework zur Automatisierung von Prozessen im Software-Lifecycle
- Rational Automation Framework for WebSphere (RAFW), Framework zur Automatisierung von Administrationsvorgängen bei WebSphere Serverumgebungen
- Rational System Architect, Werkzeug für Enterprise Architecture Management (Ab 2015: Verkauft durch IBM an UNICOM)[7]
- Rational Developer for System z, Werkzeug für Software-Entwicklung unter IBM System z (z/OS)